# 2:40-Stunden-Rennen von Mosport 2023

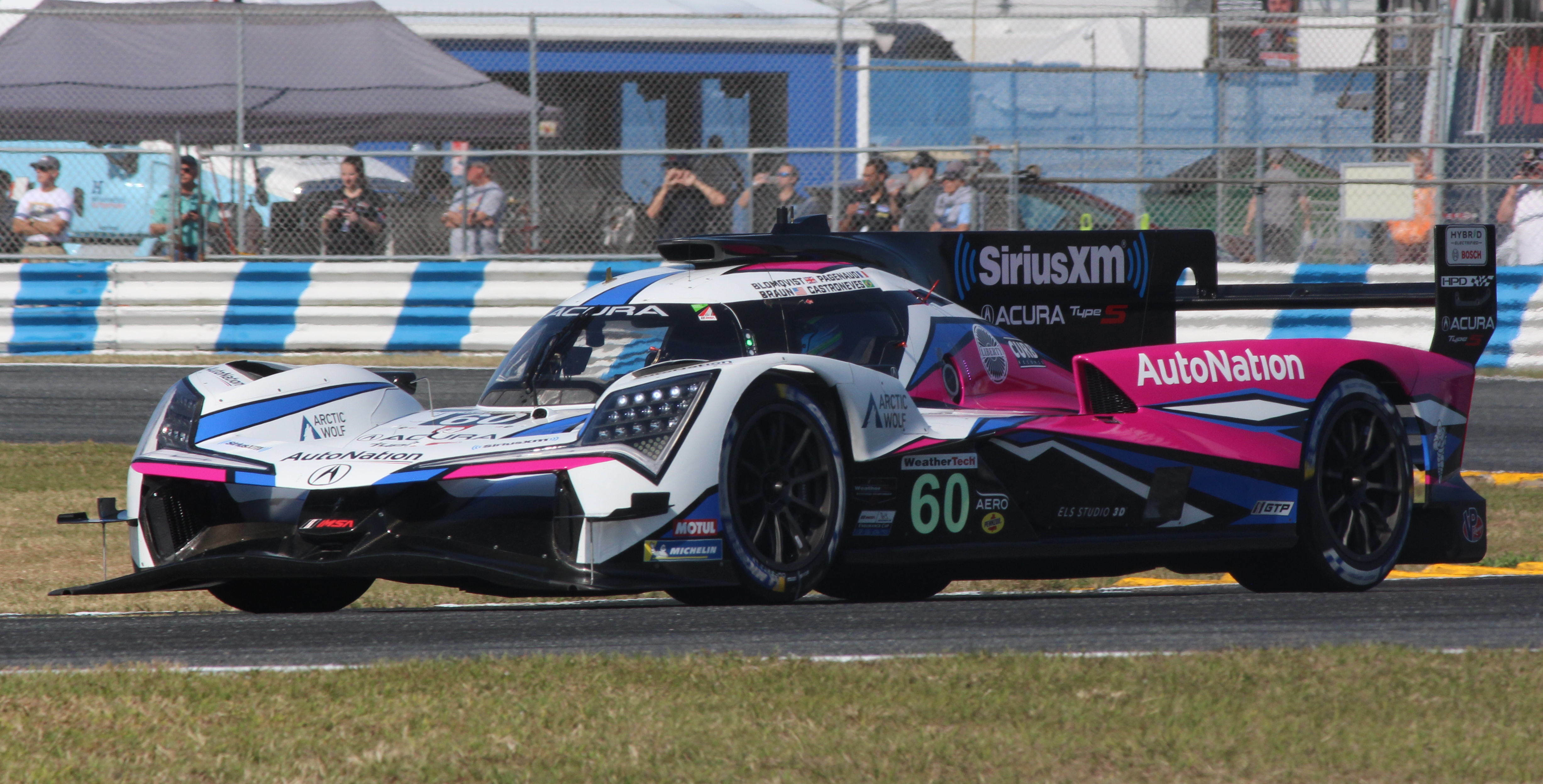
Der siegreiche Acura ARX-06 mit der Startnummer 60, hier beim 24-Stunden-Rennen von Daytona 2023

Das 2:40-Stunden-Rennen von Mosport 2023, auch 2023 Chevrolet Grand Prix, fand am 9. Juli auf dem Canadian Tire Motorsport Park statt und war der sechste Wertungslauf der IMSA WeatherTech SportsCar Championship dieses Jahres.

## Das Rennen
Zum zweiten Mal nach dem Erfolg beim 24-Stunden-Rennen von Daytona gewann ein Acura einen Meisterschaftslauf der IMSA-Serie 2023. Damit war der Acura ARX-06 der zweite Le Mans Daytona hybrid, der in diesem Jahr zwei Rennen gewann. Vom Start weg dominierten die beiden ARX-06 von Tom Blomqvist/Colin Braun und Filipe Albuquerque/Ricky Taylor das Rennen, mit Vorteilen für den Blomqvist/Braun-Wagen, der fast immer in Führung lag. 30 Minuten vor dem Ablauf der Rennzeit, als eine Full-Course-Yellow-Phase zu Ende ging, fuhr Colin Braun dem restlichen LMDh-Feld auf und davon. Drei Runden vor dem Fallen der Zielflagge hatte Renger van der Zande im Cadillac V-Series.R einen schweren Unfall in Turn 8, weshalb das Rennen unter Gelb zu Ende ging. Van der Zande, der bereits beim 6-Stunden-Rennen von Spa-Francorchamps der WEC einen schweren Unfall hatte, war beim Versuch den BMW M Hybrid V8 von Augusto Farfus zu überholen seitlich aufs Gras geraten und danach ungebremst in eine Barriere geprallt.
Eine Talentprobe gab der erst 19-jährige Tijmen van der Helm ab. Der weitaus jüngste LMDh-Pilot hielt im JDC-Miller-MotorSports-Porsche 963 die beiden Werks-Porsche von Matt Campbell und Nick Tandy auch im dichten Überrundungsverkehr hinter sich und erreichte mit Teamkollegen Mike Rockenfeller den vierten Gesamtrang.

## Ergebnisse

### Schlussklassement
| 1           | GTP     | 60 | Meyer Shank Racing with Curb-Agajanian      | Tom Blomqvist Colin Braun               | Acura ARX-06                  | 120 |
| 2           | GTP     | 10 | Wayne Taylor Racing with Andretti Autosport | Filipe Albuquerque Ricky Taylor         | Acura ARX-06                  | 120 |
| 3           | GTP     | 25 | BMW M Team RLL                              | Connor De Phillippi Nick Yelloly        | BMW M Hybrid V8               | 120 |
| 4           | GTP     | 5  | JDC Miller MotorSports                      | Tijmen van der Helm Mike Rockenfeller   | Porsche 963                   | 120 |
| 5           | GTP     | 6  | Porsche Penske Motorsport                   | Mathieu Jaminet Nick Tandy              | Porsche 963                   | 120 |
| 6           | GTP     | 7  | Porsche Penske Motorsport                   | Matt Campbell Felipe Nasr               | Porsche 963                   | 120 |
| 7           | GTP     | 31 | Whelen Engineering Racing                   | Luís Felipe Derani Alexander Sims       | Cadillac V-Series.R           | 120 |
| 8           | GTP     | 24 | BMW M Team RLL                              | Philipp Eng Augusto Farfus              | BMW M Hybrid V8               | 120 |
| 9           | LMP3    | 74 | Riley Motorsports                           | Felipe Fraga Gar Robinson               | Ligier JS P320                | 113 |
| 10          | LMP3    | 30 | Jr III Racing                               | Ari Balogh Garett Grist                 | Ligier JS P320                | 113 |
| 11          | LMP3    | 17 | AWA                                         | Wayne Boyd Anthony Mantella             | Duqueine M30 - D08            | 113 |
| 12          | LMP3    | 13 | AWA                                         | Matthew Bell Orey Fidani                | Duqueine M30 - D08            | 113 |
| 13          | LMP3    | 33 | Sean Creech Motorsports                     | João Barbosa Lance Willsey              | Ligier JS P320                | 113 |
| 14          | GTD-Pro | 3  | Corvette Racing                             | Antonio García Jordan Taylor            | Chevrolet Corvette C8.R GTD   | 111 |
| 15          | GTD-Pro | 9  | Pfaff Motorsports                           | Klaus Bachler Patrick Pilet             | Porsche 911 GT3 R (992)       | 111 |
| 16          | GTD     | 1  | Paul Miller Racing                          | Corey Lewis Bryan Sellers Madison Snow  | BMW M4 GT3                    | 111 |
| 17          | GTD     | 70 | Inception Racing                            | Brendan Iribe Frederik Schandorff       | McLaren 720S GT3 Evo          | 111 |
| 18          | GTD-Pro | 79 | WeatherTech Racing                          | Jules Gounon Daniel Juncadella          | Mercedes-AMG GT3 Evo          | 111 |
| 19          | GTD     | 32 | Team Korthoff Motorsports                   | Mikaël Grenier Mike Skeen               | Mercedes-AMG GT3 Evo          | 111 |
| 20          | GTD     | 27 | Heart of Racing Team                        | Roman De Angelis Marco Sørensen         | Aston Martin Vantage AMR GT3  | 111 |
| 21          | GTD-Pro | 95 | Turner Motorsport                           | Bill Auberlen Chandler Hull             | BMW M4 GT3                    | 110 |
| 22          | GTD     | 12 | Vasser Sullivan Racing                      | Frankie Montecalvo Aaron Telitz         | Lexus RC F GT3                | 110 |
| 23          | GTD     | 77 | Wright Motorsports                          | Alan Brynjolfsson Trent Hindman         | Porsche 911 GT3 R (992)       | 110 |
| 24          | GTD     | 80 | AO Racing Team                              | P. J. Hyett Sebastian Priaulx           | Porsche 911 GT3 R (992)       | 110 |
| 25          | GTD     | 91 | Kelly-Moss with Riley                       | Alan Metni Kay van Berlo                | Porsche 911 GT3 R (992)       | 110 |
| 26          | LMP3    | 4  | Ave Motorsports                             | Antoine Comeau George Staikos           | Ligier JS P320                | 110 |
| 27          | GTD     | 57 | HTP Winward Racing                          | Philip Ellis Russell Ward               | Mercedes-AMG GT3 Evo          | 110 |
| 28          | GTD     | 66 | Gradient Racing                             | Katherine Legge Sheena Monk             | Acura NSX GT3 Evo22           | 103 |
| 29          | GTD     | 92 | Kelly-Moss with Riley                       | David Brule Alec Udell                  | Porsche 911 GT3 R (992)       | 103 |
| 30          | GTD-Pro | 14 | Vasser Sullivan Racing                      | Ben Barnicoat Jack Hawksworth           | Lexus RC F GT3                | 89  |
| 31          | GTD     | 78 | Forte Racing Powered by US RaceTronics      | Misha Goikhberg Loris Spinelli          | Lamborghini Huracán GT3 Evo 2 | 82  |
| Ausgefallen |         |    |                                             |                                         |                               |     |
| 32          | GTP     | 01 | Cadillac Racing                             | Sébastien Bourdais Renger van der Zande | Cadillac V-Series.R           | 117 |
| 33          | GTD     | 96 | Turner Motorsport                           | Robby Foley Patrick Gallagher           | BMW M4 GT3                    | 86  |
| 34          | GTD-Pro | 23 | Heart of Racing Team                        | Ross Gunn Alex Riberas                  | Aston Martin Vantage AMR GT3  | 58  |

### Nur in der Meldeliste
Zu diesem Rennen sind keine weiteren Meldungen bekannt.

### Klassensieger
| Klasse  | Fahrer         | Fahrer        | Fahrzeug                    | Platzierung im Gesamtklassement |
| ------- | -------------- | ------------- | --------------------------- | ------------------------------- |
| GTP     | Tom Blomqvist  | Colin Braun   | Acura ARX-06                | Gesamtsieg                      |
| LMP3    | Felipe Fraga   | Gar Robinson  | Ligier JS P320              | Rang 9                          |
| GTD-Pro | Antonio García | Jordan Taylor | Chevrolet Corvette C8.R GTD | Rang 14                         |
| GTD     | Klaus Bachler  | Patrick Pilet | Porsche 911 GT3 Cup         | Rang 16                         |

### Renndaten
- Gemeldet: 34
- Gestartet: 34
- Gewertet: 31
- Rennklassen: 4
- Zuschauer: unbekannt
- Wetter am Renntag: trocken und warm
- Streckenlänge: 3,957 km
- Fahrzeit des Siegerteams: 2:41:01,603 Stunden
- Gesamtrunden des Siegerteams: 120
- Gesamtdistanz des Siegerteams: 474,840 km
- Siegerschnitt: unbekannt
- Pole Position: Tom Blomqvist – Acura ARX-06 (#60) – 1:05,653 = 217,000 km/h
- Schnellste Rennrunde: Alexander Sims – Cadillac V-Series.R (#31) – 1:07,422 = 211,300 km/h
- Rennserie: 6. Lauf zur IMSA WeatherTech SportsCar Championship 2023